# Bearsted
Bearsted es una parroquia civil del distrito de Maidstone, en el condado de Kent (Inglaterra).

## Geografía
Según la Oficina Nacional de Estadística británica, Bearsted tiene una superficie de 2,8 km².

## Demografía
Según el censo de 2001, Bearsted tenía 8010 habitantes (47,89% varones, 52,11% mujeres) y una densidad de población de 2860,71 hab/km². El 18,21% eran menores de 16 años, el 71,61% tenían entre 16 y 74 y el 10,17% eran mayores de 74. La media de edad era de 42,66 años. Del total de habitantes con 16 o más años, el 19,91% estaban solteros, el 64,65% casados y el 15,45% divorciados o viudos.
El 94,89% de los habitantes eran originarios del Reino Unido. El resto de países europeos englobaban al 1,76% de la población, mientras que el 3,35% había nacido en cualquier otro lugar. Según su grupo étnico, el 97,94% eran blancos, el 0,7% mestizos, el 0,86% asiáticos, el 0,19% negros, el 0,17% chinos y el 0,1% de cualquier otro. El cristianismo era profesado por el 82,59%, el budismo por el 0,19%, el hinduismo por el 0,36%, el judaísmo por el 0,1%, el islam por el 0,44%, el sijismo por el 0,04% y cualquier otra religión por el 0,59%. El 10,18% no eran religiosos y el 5,52% no marcaron ninguna opción en el censo.
3899 habitantes eran económicamente activos, 3800 de ellos (97,46%) empleados y 99 (2,54%) desempleados. Había 3261 hogares con residentes, 67 vacíos y 8 eran alojamientos vacacionales o segundas residencias.